# Madame Charpentier z otrokoma
Marguerite Charpentier (1. marec 1848 - 30. november 1904) je bila francoska salonistka in zbiralka umetnosti, ki je bila eden prvih častilcev impresionistov, zlasti Pierre-Augusta Renoirja.

## Življenjepis
Rodila se je kot Marguerite Louise Lemonnier v Parizu, dvornemu draguljarju Alexandre-Gabriel Lemonnierju in Sophie Raymonde (rojeni Duchâtenet). Leta 1871 se je poročila z založnikom Georgesom Charpentierjem in imela štiri otroke: Georgette, Marcel, Paul in Jeanne.
Ob petkih od sredine 1870-ih do zgodnjih 1890-ih je Charpentier v svoji hiši vodila politični in literarni salon, kamor je povabila pisatelje, umetnike, glasbenike, igralce in politike. Med udeleženci so bili tudi pisci, ki jih je zastopal njen mož, med njimi Gustave Flaubert, Alphonse Daudet, Guy de Maupassant, Théodore de Banville, Joris-Karl Huysmans in Émile Zola. Umetniki, ki so prišli, so segali od tradicionalnih realistov, kot so Carolus-Duran in Jean-Jacques Henner do impresionistov, kot so Édouard Manet, Claude Monet, Edgar Degas, Alfred Sisley, Gustave Caillebotte in Pierre-Auguste Renoir. Med drugimi obiskovalci so bili umetnostni kritik Théodore Duret, zbiralec umetnin Charles Ephrussi, skladatelja Camille Saint-Saëns in Jules Massenet ter igralka Sarah Bernhardt.
Charpentier in njen mož sta nabrala majhno, a pomembno zbirko slik, večinoma francoskih impresionistov. Leta 1875 je Charpentierjeva pridobila tri impresionistične slike Renoirja, s čimer je postala ena prvih zbirateljev umetnosti, ki so kupovali impresionistična dela. Renoir je naredil pol ducata naročenih portretov Charpentierjev in njene družine ter se celo nekje opisal kot Charpentierjev "zasebni slikar". Njegov portret iz leta 1878  Madam Charpentier in njena otroka je bil priznan na Pariškem salonu leta 1879, pisatelj Marcel Proust pa se na to sliko sklicuje v zadnjem zvezku romana Iskanje izgubljenega časa.
V zgodnjih 1880-ih je založniška družba Georgesa Charpentierja naletela na finančne težave in Charpentierji so bili prisiljeni prodati del umetniške zbirke.
Ko je leta 1904 umrla Marguerite Charpentier in leta 1905 Georges, so preživeli otroci prodali preostanek umetniške zbirke. Nekatera dela so zdaj v večjih muzejih, vključno z Musée d'Orsay in Metropolitanskem muzeju umetnosti.. 

## Dela v Charpentierjevi zbirki
- Paul Cézanne, Marion in Valabregue v iskanju motiva za barve (1866)[4]
- Edouard Manet, Bitka pri Kearsargeju in Alabami (1864)
- Claude Monet, Les glaçons (1880)
- Pierre-Auguste Renoir, Le Pêcheur à la ligne (1874)
- Pierre-Auguste Renoir, Mlle Georgette Charpentier (1876)
- Pierre-Auguste Renoir, gospa Georges Charpentier z otrokoma (1878)
- Pierre-Auguste Renoir, gospa Charpentier (ok. 1876)
- Pierre-Auguste Renoir, Paul Charpentier (1877)
- Pierre-Auguste Renoir, Portret moškega (Monsieur Charpentier) (1878)